# قلعه شوش
قلعهٔ شوش قلعه‌ای است که توسط ژاک دمورگان فرانسوی برای سکونت باستان‌شناسان فرانسوی در نزدیکی آرامگاه دانیال نبی در شوش بر روی تپه‌ای تاریخی بناشده‌است. از مهم‌ترین آثار به‌دست آمده از این تپه‌ها، می‌توان به مجسمهٔ معروف ملکه ناپیر اسوستون، لیوان مشهور سفالی شوش به رنگ نخودی و نقش بزکوهی و قانون حمورابی اشاره کرد.
این قلعه دارای نقشه‌ای قرون‌وسطایی است و توسط فرانسوی‌ها با استفاده از نیروی کار ایرانی و نظارت خاندان فیلی که امنیت ساخت را بر عهده داشتند و  مصطفی دزفولی ساخته شده‌است. ساخت قلعه با استفاده از آجرهای کاخ داریوش هخامنشی (کاخ آپادانای شوش) و تعدادی از آجرهای منقوش به خط میخی چغازنبیل که ناشی از تخریب قسمتهایی از این بناها بوده انجام شده‌است. پیگیری‌ها و مکاتبات دولت ایران برای بازپس‌گیری (اسناد و مدارک) قلعه فرانسوی‌ها که بر روی تپه آکروپل ساخته شده بود منجر به تحویل اسناد و مدارک این قلعه در سال ۱۳۷۳ از سوی دولت فرانسه به ایران شد. نقشهٔ قلعه ذوزنقه‌شکل است، که قاعدهٔ کوچک آن در سمت شمال واقع شده و دور تا دور آن را راهرویی احاطه کرده و چند ردیف اتاق به سمت حیاط، بر گِرد آن قرار گرفته‌است. برج شمال‌غربی قلعه مربع‌شکل و برج شمال‌شرقی، دایره‌شکل است.

## نگارخانه

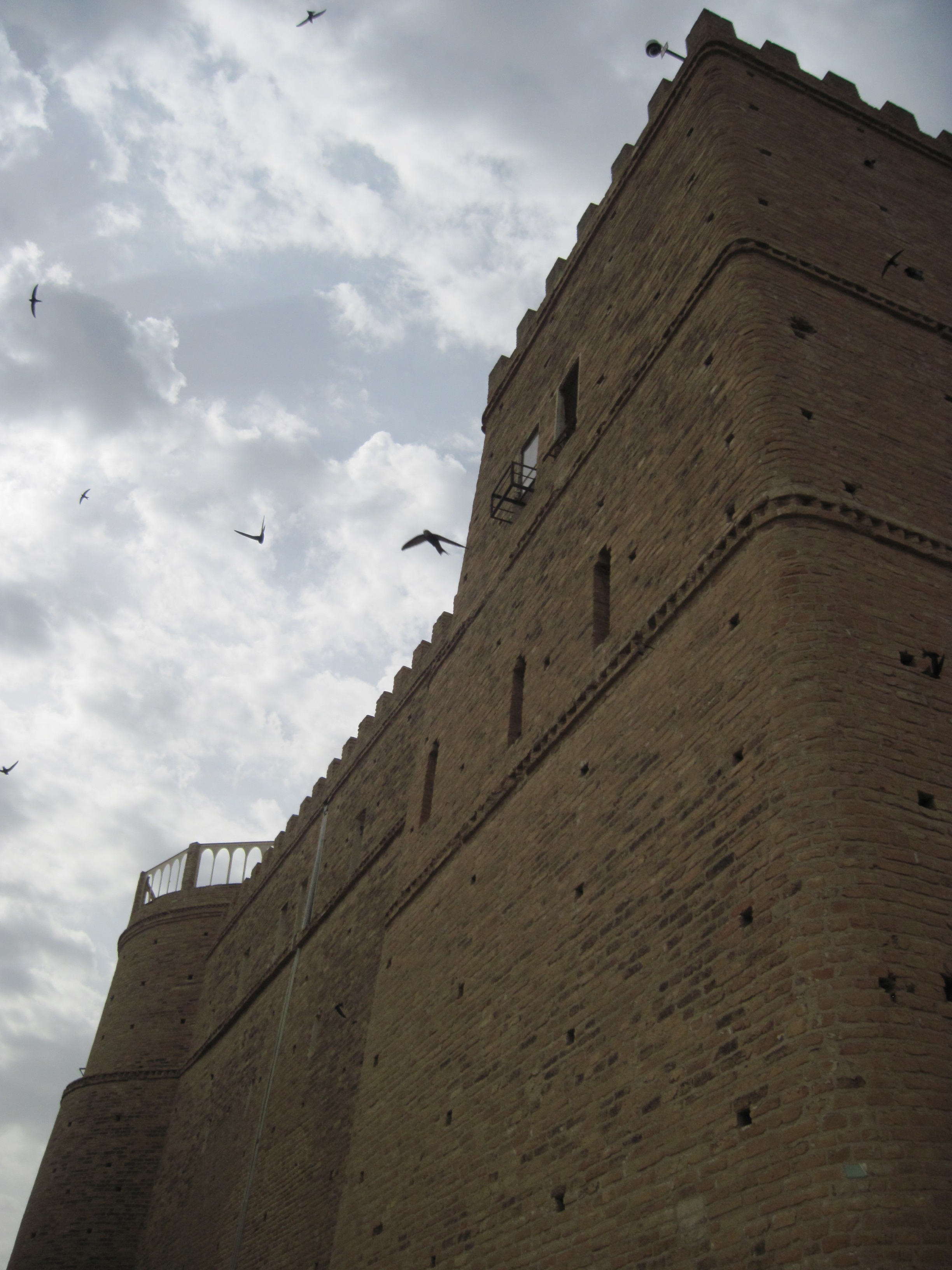
قلعه شوش
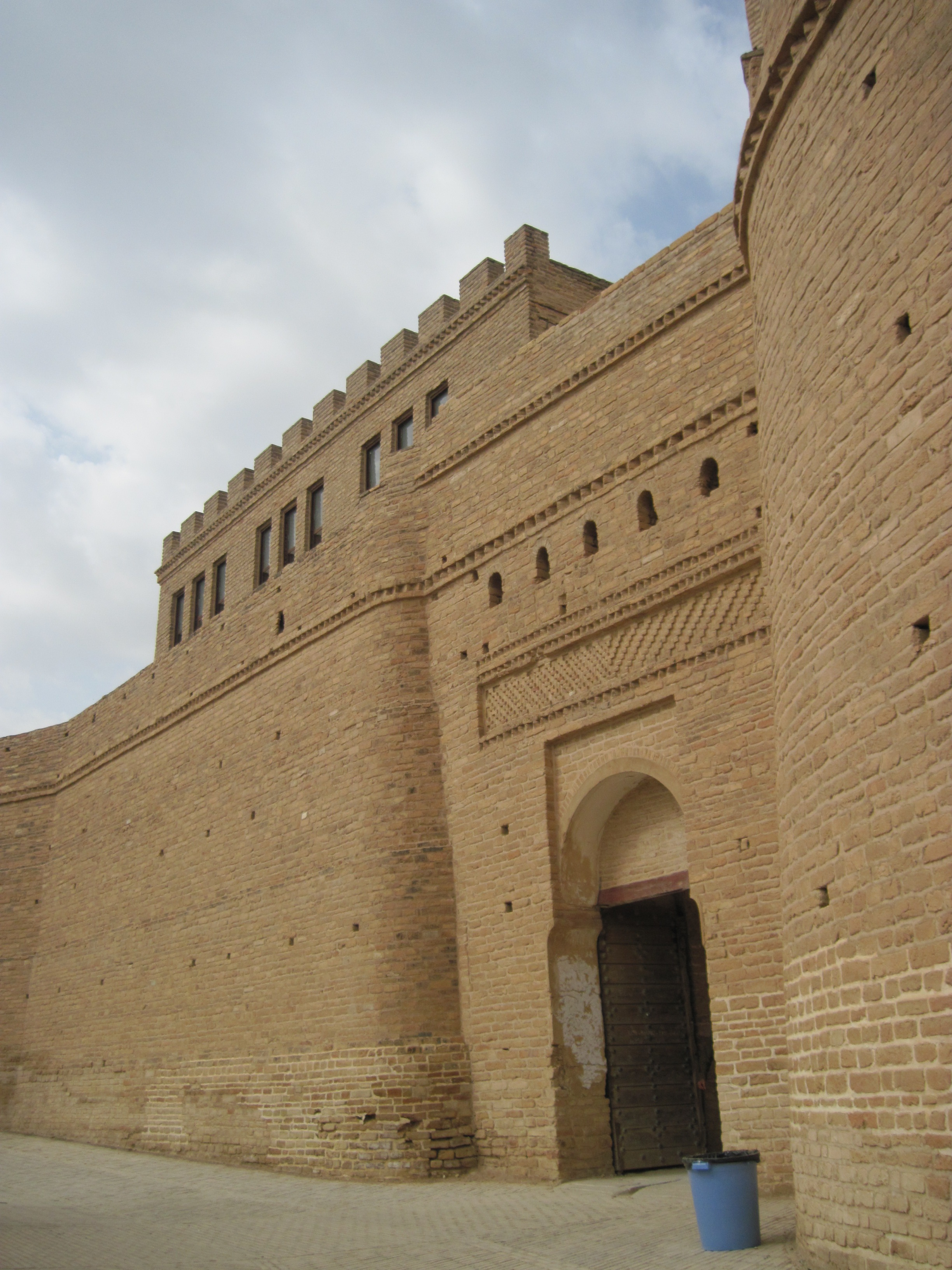
قلعه شوش
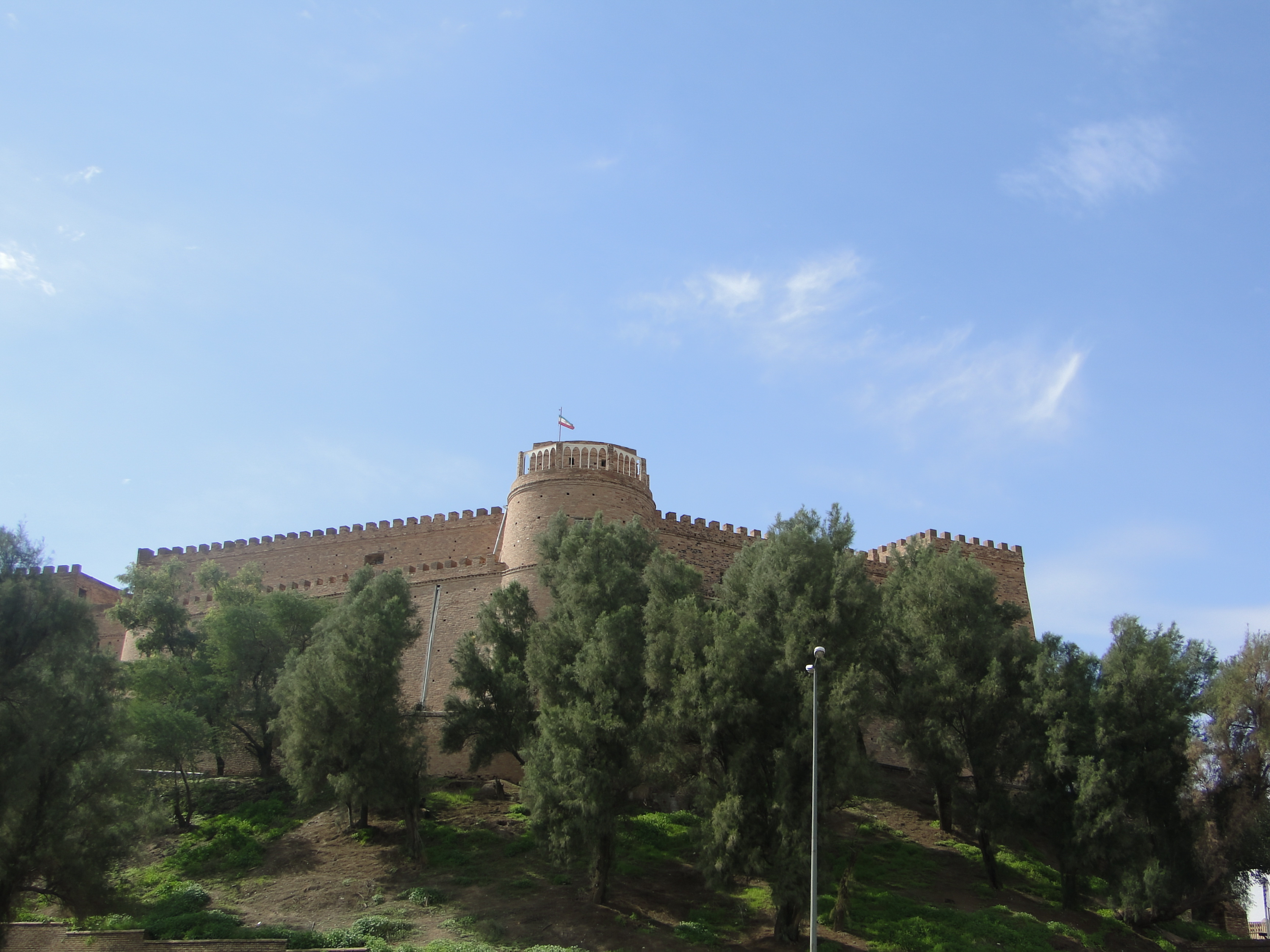
قلعه شوش
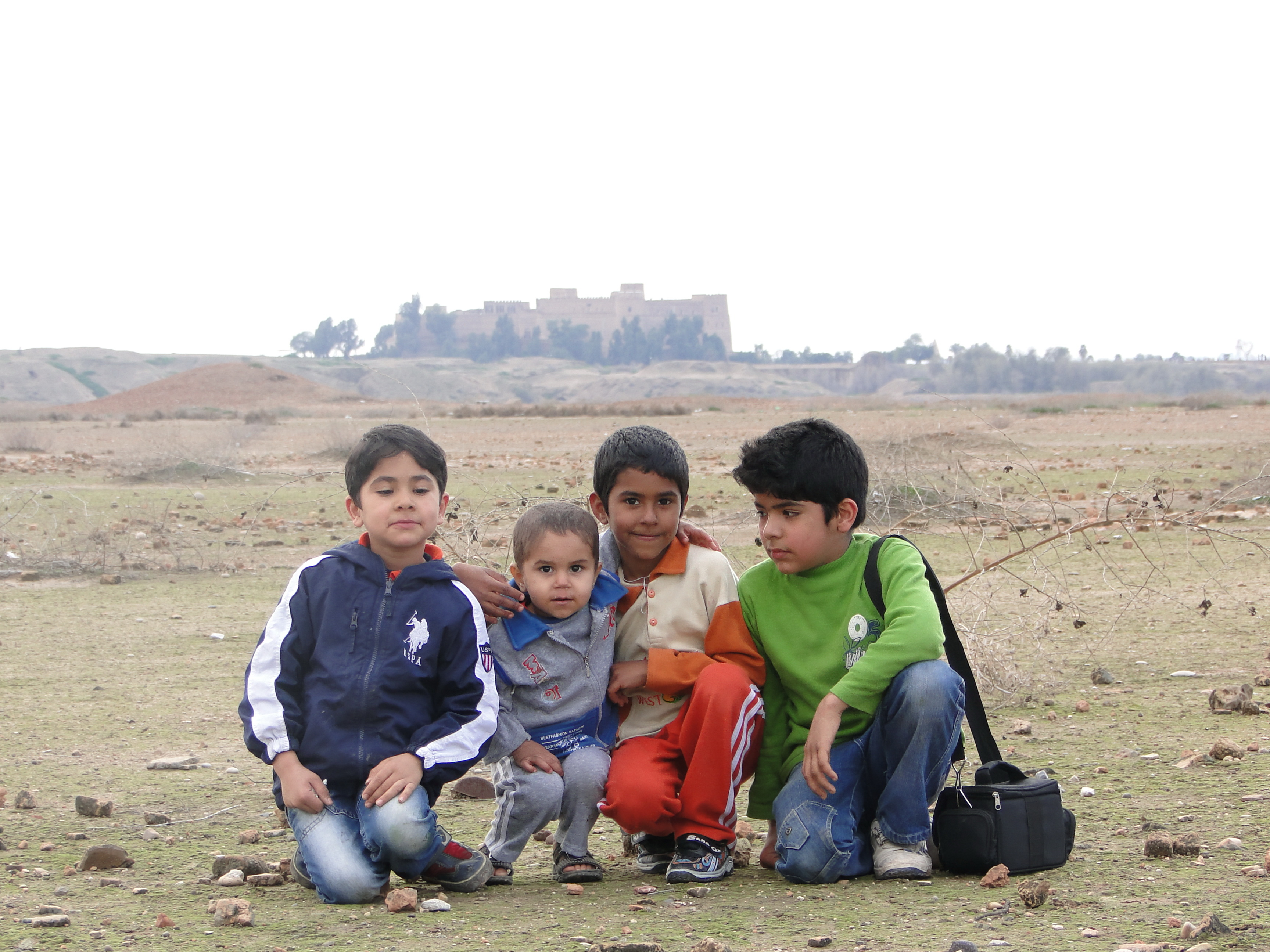
کودکان با دورنمایی از قلعه شوش
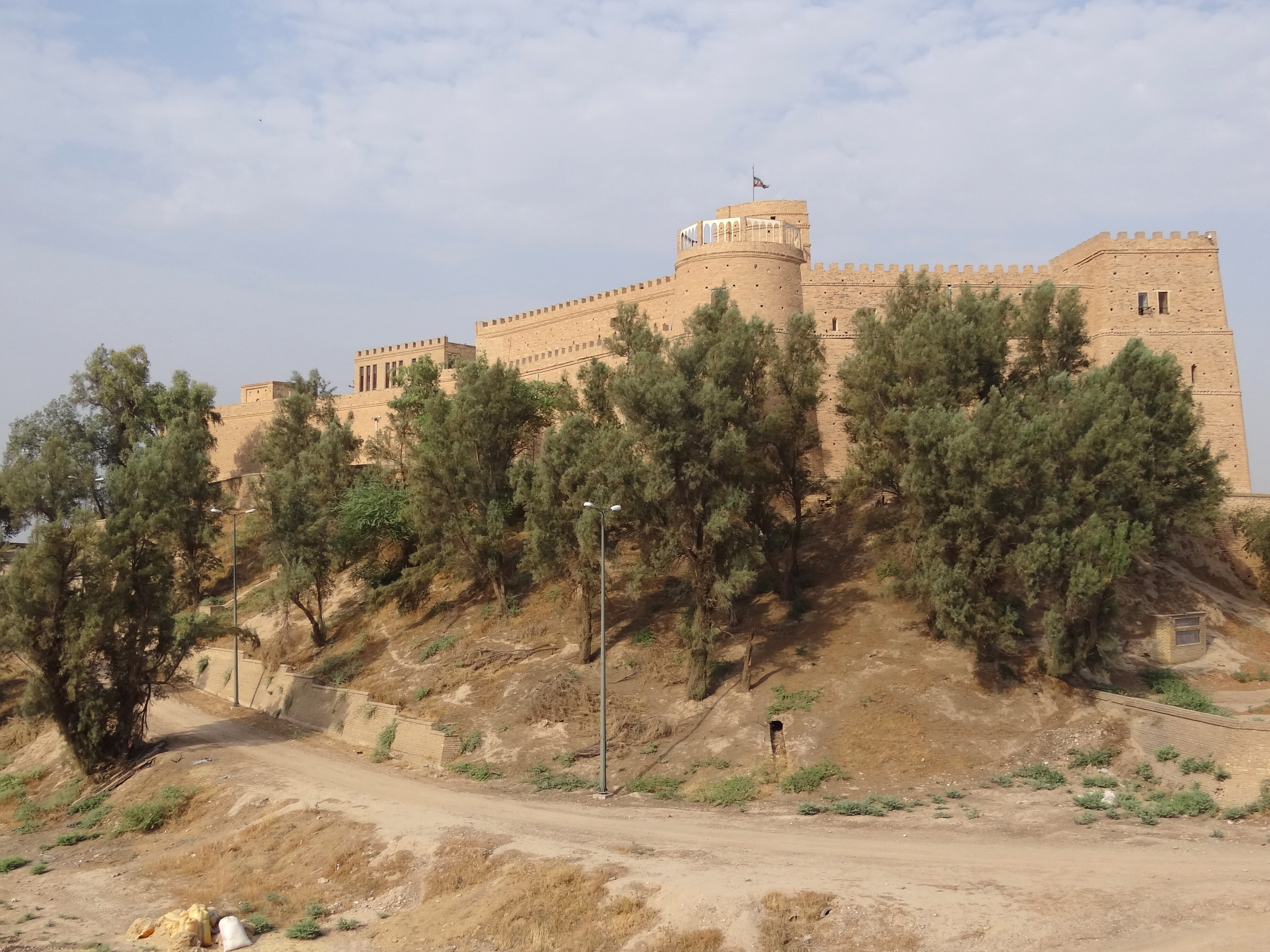
نمایی از قلعه